# کرت مارتین (بازیکن فوتبال)
کرت مارتین (فنلاندی: Kurt Martin; ۱۳ مارس ۱۹۲۳ – ۱ نوامبر ۲۰۰۶) بازیکن فوتبال اهل فنلاند بود.
وی همچنین در تیم ملی فوتبال فنلاند بازی کرده‌است.